# Grand Prix-wegrace van San Marino 1986
De Grand Prix-wegrace van San Marino 1986 was de elfde Grand Prix van het wereldkampioenschap wegrace in het seizoen 1986. De races werden verreden op 24 augustus 1986 op het Circuito Internazionale Santamonica bij Misano Adriatico aan de Adriatische Zee in Italië. In deze Grand Prix werd de wereldtitel in de 80cc-klasse beslist.

## Algemeen

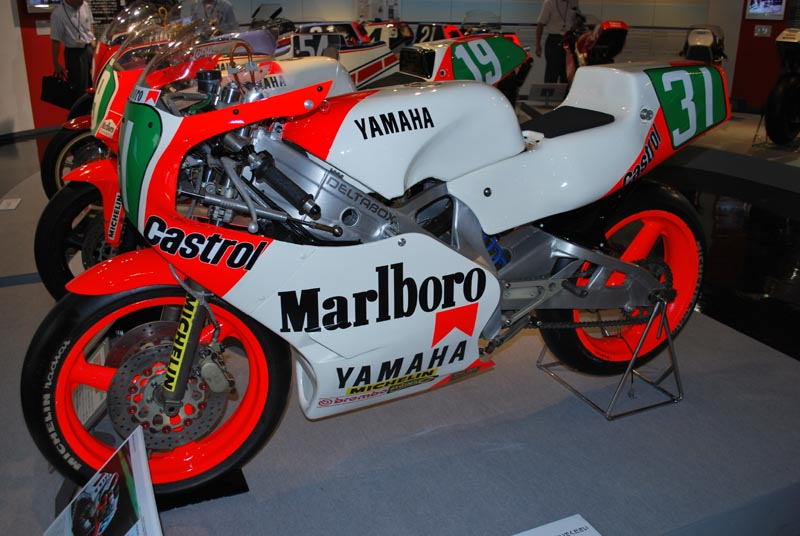
Het Marlboro-Yamaha-team van Giacomo Agostini had een goed weekend met twee overwinningen.

In Imola reed Jorge Martínez naar zijn eerste wereldtitel in de 80cc-klasse. Verder viel de prestatie van Niall Mackenzie op, die de Skoal Bandit-Heron-Suzuki naar de derde startplaats reed. Daardoor werd hij ook een belangrijke speler in de nieuwe contractbesprekingen, die in Imola al gehouden werden. Veel teams waren geïnteresseerd in Mackenzie, die in de race weliswaar achtste werd, maar wel de beste Suzuki-rijder was. August Auinger won zijn tweede race van het seizoen, maar liet nu ook zien dat hij op een droge baan snel was. Carlos Lavado leek de 250cc-race te gaan winnen, maar hij verviel in een oude gewoonte: in gewonnen positie vallen. Daardoor won Tadahiko Taira zijn eerste Grand Prix. De Grand Prix van San Marino werd gereden bij hoge temperaturen maar ook met veel wind, voor ca. 15.000 toeschouwers.

## 500cc-klasse

### De training
Niall Mackenzie had in Zweden al opzien gebaard door zijn Heron-Suzuki op de zevende startplaats te zetten, maar nu reed hij zelfs de derde trainingstijd. Raymond Roche was met de zevende tijd de tweede Honda-coureur, maar hij reed nu weer met zijn privé-Honda RS 500 R driecilinder, nadat hij drie wedstrijden met de viercilinder Honda NSR 500 van Freddie Spencer had mogen racen. 

#### Trainingstijden
| Pos | Coureur            | Merk                        | Tijd    |
| --- | ------------------ | --------------------------- | ------- |
| 1.  | Eddie Lawson       | Marlboro-Agostini-Yamaha    | 1"19'31 |
| 2.  | Wayne Gardner      | Rothmans-HRC-Honda          | 1"19'73 |
| 3.  | Niall Mackenzie    | Skoal Bandit-Heron-Suzuki   | 1"20'13 |
| 4.  | Rob McElnea        | Marlboro-Agostini-Yamaha    | 1"20'14 |
| 5.  | Randy Mamola       | Lucky Strike-Roberts-Yamaha | 1"20'30 |
| 6.  | Mike Baldwin       | Lucky Strike-Roberts-Yamaha | 1"20'74 |
| 7.  | Raymond Roche      | Rothmans-Katayama-Honda     | 1"21'07 |
| 8.  | Didier de Radiguès | Rollstar-Chevallier-Honda   | 1"21'21 |
| 9.  | Christian Sarron   | Gauloises-Sonauto-Yamaha    | 1"21'27 |
| 10. | Ron Haslam         | ELF-Honda                   | 1"21'47 |

### De race
Wayne Gardner startte in Imola veel beter dan Eddie Lawson en bouwde zelfs een voorsprong van vijf seconden op. Lawson moest intussen Didier de Radiguès, Raymond Roche en teamgenoot Rob McElnea passeren, maar na zes ronden was hij al tweede en in de twintigste ronde nam hij de leiding. Hij bouwde zelfs nog een voorsprong van bijna tien seconden op. Gardner op zijn beurt finishte negen seconden voor Randy Mamola, die nog steeds niet helemaal fit was en de hele race in gevecht was geweest, eerst met Rob McElnea en later met zijn eigen teamgenoot Mike Baldwin.

#### Uitslag 500cc-klasse
| Pos | Coureur             | Merk                        | Ronden | Tijd      | Grid | Punten |
| --- | ------------------- | --------------------------- | ------ | --------- | ---- | ------ |
| 1   | Eddie Lawson        | Marlboro-Agostini-Yamaha    | 35     | 47"30'83  | 1    | 15     |
| 2   | Wayne Gardner       | Rothmans-HRC-Honda          | 35     | +9'87     | 2    | 12     |
| 3   | Randy Mamola        | Lucky Strike-Roberts-Yamaha | 35     | +18'96    | 5    | 10     |
| 4   | Mike Baldwin        | Lucky Strike-Roberts-Yamaha | 35     | +20'74    | 6    | 8      |
| 5   | Raymond Roche       | Rothmans-Katayama-Honda     | 35     | +37'66    | 7    | 6      |
| 6   | Christian Sarron    | Gauloises-Sonauto-Yamaha    | 35     | +41'29    | 9    | 5      |
| 7   | Didier de Radiguès  | Rollstar-Chevallier-Honda   | 35     | +42'84    | 8    | 4      |
| 8   | Niall Mackenzie     | Skoal Bandit-Heron-Suzuki   | 35     | +50'98    | 3    | 3      |
| 9   | Ron Haslam          | ELF-Honda                   | 35     | +1"04'28  | 10   | 2      |
| 10  | Kevin Schwantz      | Rizla-Heron-Suzuki          | 34     | +1 ronde  | 13   | 1      |
| 11  | Shunji Yatsushiro   | Moriwaki-HRC-Honda          | 34     | +1 ronde  | 11   |        |
| 12  | Leandro Becheroni   | Honda                       | 34     | +1 ronde  | 14   |        |
| 13  | Wolfgang von Muralt | Frankonia-Suzuki            | 34     | +1 ronde  | 21   |        |
| 14  | Vittorio Gibertini  | Cagiva                      | 34     | +1 ronde  | 18   |        |
| 15  | Christian Le Liard  | ELF-Honda                   | 34     | +1 ronde  | 20   |        |
| 16  | Andreas Leuthe      | Honda                       | 34     | +1 ronde  | 22   |        |
| 17  | Fabio Barchitta     | Honda                       | 34     | +1 ronde  | 32   |        |
| 18  | Boet van Dulmen     | Bakker-PDM-Honda            | 34     | +1 ronde  | 23   |        |
| 19  | Manfred Fischer     | Hein Gericke-Honda          | 33     | +2 ronden | 26   |        |
| 20  | Karl Truchsess      | Honda                       | 33     | +2 ronden | 36   |        |
| 21  | Vinicio Bogani      | Honda                       | 33     | +2 ronden | 31   |        |
| 22  | Eero Hyvärinen      | Honda                       | 33     | +2 ronden | 30   |        |
| 23  | Mile Pajic          | SNRT-Honda                  | 33     | +2 ronden | 35   |        |
| 24  | Marco Greco         | Honda                       | 33     | +2 ronden | 34   |        |

#### Niet gefinisht
| Coureur           | Merk                      | Ronden | Oorzaak | Grid |
| ----------------- | ------------------------- | ------ | ------- | ---- |
| Simon Buckmaster  | Duckhams Oil-Honda        | 28     |         | 33   |
| Juan Garriga      | Cagiva                    | 27     | Motor   | 12   |
| Dave Petersen     | HB-Gallina-Suzuki         | 24     | Opgave  | 16   |
| Marco Marchesani  | Suzuki                    | 20     |         | 24   |
| Armando Errico    | Suzuki                    | 14     |         | 27   |
| Fabio Biliotti    | FMI-Honda                 | 13     |         | 19   |
| Alessandro Valesi | Honda                     | 12     |         | 29   |
| Vittorio Scatola  | Paton                     | 12     |         | 28   |
| Rob McElnea       | Marlboro-Agostini-Yamaha  | 7      | Val     | 4    |
| Paul Lewis        | Skoal Bandit-Heron-Suzuki | 6      |         | 15   |
| Marco Gentile     | Écurie-Fior-Honda         | 1      |         | 17   |

#### Niet gestart
| Coureur         | Merk  | Grid |
| --------------- | ----- | ---- |
| Massimo Messere | Honda | 25   |

#### Niet gekwalificeerd
| Coureur            | Merk      |
| ------------------ | --------- |
| Henk van der Mark  | PDM-Honda |
| Christoph Bürki    | Honda     |
| Claus Wulff        | Suzuki    |
| Andres Pérez Rubio | Suzuki    |
| Josef Doppler      | Honda     |
| Dietmar Marehardt  | Suzuki    |
| Stelio Marmaras    | Suzuki    |

#### Niet deelgenomen
| Coureur             | Merk              | Oorzaak  |
| ------------------- | ----------------- | -------- |
| Pierfrancesco Chili | HB-Gallina-Suzuki | Blessure |

### Top tien eindstand 500cc-klasse
| Pos | Coureur             | Merk                                                  | Ptn |
| --- | ------------------- | ----------------------------------------------------- | --- |
| 1   | Eddie Lawson        | Marlboro-Agostini-Yamaha                              | 139 |
| 2   | Wayne Gardner       | Rothmans-HRC-Honda                                    | 117 |
| 3   | Randy Mamola        | Lucky Strike-Roberts-Yamaha                           | 105 |
| 4   | Mike Baldwin        | Lucky Strike-Roberts-Yamaha                           | 78  |
| 5   | Rob McElnea         | Marlboro-Agostini-Yamaha                              | 60  |
| 6   | Christian Sarron    | Gauloises-Sonauto-Yamaha                              | 58  |
| 7   | Didier de Radiguès  | Rollstar-Chevallier-Honda                             | 42  |
| 8   | Raymond Roche       | Rothmans-Katayama-Honda / Rothmans-Katayama-HRC-Honda | 35  |
| 9   | Ron Haslam          | ELF-Honda                                             | 18  |
| 10  | Pierfrancesco Chili | HB-Gallina-Suzuki                                     | 11  |

## 250cc-klasse

### De training
Het ging in de trainingen erg slecht met de fabrieks-Honda's. Toni Mang reed de zesde tijd, maar werd daarbij zelfs verslagen door Jean-Michel Mattioli met een privé-Yamaha TZ 250. Maurizio Vitali reed ook weer een goede tijd (vierde), omdat zijn Garelli steeds beter werd. Tadahiko Taira zette de toon voor de latere race door sneller te trainen dan zijn stalgenoot Martin Wimmer.

#### Trainingstijden
| Pos | Coureur              | Merk                        | Tijd    |
| --- | -------------------- | --------------------------- | ------- |
| 1.  | Carlos Lavado        | HB-Venemotos-Yamaha         | 1"20'83 |
| 2.  | Tadahiko Taira       | Marlboro-Agostini-Yamaha    | 1"21'67 |
| 3.  | Martin Wimmer        | Marlboro-Agostini-Yamaha    | 1"22'01 |
| 4.  | Maurizio Vitali      | Garelli                     | 1"22'41 |
| 5.  | Jean-Michel Mattioli | Yamaha                      | 1"22'66 |
| 6.  | Toni Mang            | Rothmans-HRC-Honda          | 1"22'70 |
| 7.  | Loris Reggiani       | Aprilia-Rotax               | 1"22'82 |
| 8.  | Jacques Cornu        | ELF-Parisienne-Honda        | 1"22'99 |
| 9.  | Dominique Sarron     | Rothmans-Honda              | 1"23'00 |
| 10. | Donnie McLeod        | Silverstone-Armstrong-Rotax | 1"23'21 |

### De race
Jean-Michel Mattioli had de beste start, maar kon die positie met zijn Yamaha TZ 250 productieracer niet vasthouden tegen het grote aantal fabrieksracers. Als eerste werd hij gepasseerd door Carlos Lavado, die meteen een grote voorsprong op begon te bouwen. Achter hem volgden de Honda-rijders Dominique Sarron, Fausto Ricci, Toni Mang en Jean-François Baldé, terwijl Martin Wimmer en Tadahiko Taira zoals gewoonlijk hun Yamaha YZR 250 moeilijk aan de praat hadden gekregen en aan hun inhaalrace begonnen. Na tien ronden lag Taira al op de tiende plaats, vijf seconden achter de Honda's, maar Lavado was toen al onbereikbaar. Hij bouwde zijn voorsprong uit tot 20 seconden, maar kwam in de 24e ronde ten val. De Honda-rijders roken hun kans. Baldé was intussen gevallen, maar Sito Pons had de groep aangevuld. Terwijl zij om de overwinning streden kwam Taira steeds dichterbij en in de 28e ronde nam hij met nog twee ronden te gaan de leiding om ze niet meer af te staan. Hij scoorde de eerste Japanse overwinning in het wereldkampioenschap sinds Takazumi Katayama de 500cc-Zweedse GP van 1982 won.

#### Uitslag 250cc-klasse
| Pos | Coureur              | Merk                        | Tijd     | Grid | Punten |
| --- | -------------------- | --------------------------- | -------- | ---- | ------ |
| 1   | Tadahiko Taira       | Marlboro-Agostini-Yamaha    | 41"52'62 | 2    | 15     |
| 2   | Sito Pons            | Campsa-HRC-Honda            | +1'54    | 12   | 12     |
| 3   | Dominique Sarron     | Rothmans-Honda              | +1'79    | 9    | 10     |
| 4   | Toni Mang            | Rothmans-HRC-Honda          | +2'19    | 6    | 8      |
| 5   | Fausto Ricci         | HRC-Honda                   | +8'58    | 13   | 6      |
| 6   | Martin Wimmer        | Marlboro-Agostini-Yamaha    | +13'28   | 3    | 5      |
| 7   | Jean-Michel Mattioli | Yamaha                      | +13'57   | 5    | 4      |
| 8   | Virginio Ferrari     | Total-Katayama-HRC-Honda    | +26'02   | 24   | 3      |
| 9   | Pierre Bolle         | ELF-Parisienne              | +29'49   | 15   | 2      |
| 10  | Stéphane Mertens     | Johnson-Yamaha              | +35'10   | 14   | 1      |
| 11  | Jean Foray           | Chevallier-Yamaha           | +37'17   | 32   |        |
| 12  | Donnie McLeod        | Silverstone-Armstrong-Rotax | +37'44   | 10   |        |
| 13  | Gary Noël            | EMC-Rotax                   | +37'72   | 19   |        |
| 14  | Reinhold Roth        | HB-Römer-Honda              | +48'09   | 16   |        |
| 15  | Marcellino Lucchi    | Aprilia-Rotax               | +1"11'68 | 28   |        |
| 16  | Jean-Louis Tournadre | Yamaha                      | +1"13'98 | 33   |        |
| 17  | Roland Freymond      | Yamaha                      | +1"15'83 | 31   |        |
| 18  | Harald Eckl          | Honda                       | +1"18'86 | 26   |        |
| 19  | Urs Lüzi             | Yamaha                      | +1"22'46 | 25   |        |
| 20  | Bruno Casanova       | Honda                       | +1"24'42 | 20   |        |
| 21  | Alberto Rota         | Honda                       | +1 ronde | 21   |        |
| 22  | Gilberto Gambelli    | Honda                       | +1 ronde | 34   |        |
| 23  | Oscar La Ferla       | Yamaha                      | +1 ronde | 36   |        |

#### Niet gefinisht
| Coureur                | Merk                        | Oorzaak   | Grid |
| ---------------------- | --------------------------- | --------- | ---- |
| Carlos Lavado          | HB-Venemotos-Yamaha         | Val       | 1    |
| Jean-François Baldé    | Rothmans Katayama-Honda     | Val       | 11   |
| Philippe Pagano        | Yamaha                      |           | 35   |
| Stefano Caracchi       | Aprilia-Rotax               |           | 22   |
| Massimo Matteoni       | Honda                       |           | 17   |
| Carlos Cardús          | Campsa-Honda                |           | 23   |
| Christian Boudinot     | JJ Cobas-Rotax              |           | 27   |
| Alan Carter            | JJ Cobas-Rotax              |           | 30   |
| Maurizio Vitali        | Garelli                     | Koppeling | 4    |
| Jacques Cornu          | ELF-Parisienne-Honda        | Val       | 8    |
| Jean-Louis Guignabodet | MIG-Rotax                   |           | 29   |
| Niall Mackenzie        | Silverstone-Armstrong-Rotax |           | 18   |

#### Niet gestart
| Coureur          | Merk          | Grid | Oorzaak  |
| ---------------- | ------------- | ---- | -------- |
| Loris Reggiani   | Aprilia-Rotax | 7    | Blessure |
| Siegfried Minich | Honda         |      | Blessure |

#### Niet deelgenomen
| Coureur        | Merk             | Oorzaak  |
| -------------- | ---------------- | -------- |
| Hans Lindner   | Rotax            | Blessure |
| Manfred Herweh | HB-Aprilia-Rotax | Blessure |

### Top tien eindstand 250cc-klasse
| Pos. | Coureur             | Merk                        | Ptn. |
| ---- | ------------------- | --------------------------- | ---- |
| 1    | Carlos Lavado       | HB-Venemotos-Yamaha         | 114  |
| 2    | Sito Pons           | Campsa-HRC-Honda            | 108  |
| 3    | Dominique Sarron    | Rothmans-Honda              | 72   |
| 4    | Toni Mang           | Rothmans-HRC-Honda          | 65   |
| 5    | Jean-François Baldé | Rothmans Katayama-Honda     | 63   |
| 6    | Martin Wimmer       | Marlboro-Agostini-Yamaha    | 56   |
| 7    | Jacques Cornu       | ELF-Parisienne-Honda        | 32   |
| 8    | Fausto Ricci        | HRC-Honda                   | 30   |
| 9    | Tadahiko Taira      | Marlboro-Agostini-Yamaha    | 28   |
| 10   | Donnie McLeod       | Silverstone-Armstrong-Rotax | 27   |

## 125cc-klasse

### De training

#### Trainingstijden
| Pos | Coureur            | Merk           | Tijd    |
| --- | ------------------ | -------------- | ------- |
| 1.  | Fausto Gresini     | FMI-Garelli    | 1"24'71 |
| 2.  | August Auinger     | Bartol-LCR-MBA | 1"24'86 |
| 3.  | Luca Cadalora      | FMI-Garelli    | 1"25'55 |
| 4.  | Domenico Brigaglia | Ducados-MBA    | 1"26'65 |
| 5.  | Bruno Kneubühler   | LCR-MBA        | 1"26'90 |
| 6.  | Paolo Casoli       | MBA            | 1"27'02 |
| 7.  | Ezio Gianola       | MBA            | 1"27'09 |
| 8.  | Pier Paolo Bianchi | MBA            | 1"27'19 |
| 9.  | Lucio Pietroniro   | Johnson-MBA    | 1"27'53 |
| 10. | Thierry Feuz       | MBA            | 1"27'59 |

### De race
August Auinger had de tweede startplaats, maar omdat zijn koppeling te snel aangreep was zijn start slecht. Zo bestond de kopgroep in het begin uit Luca Cadalora, Fausto Gresini, Pier Paolo Bianchi, Bruno Kneubühler, Domenico Brigaglia, Lucio Pietroniro, Thierry Feuz en daarna pas August Auinger. Na de derde ronde lag Auinger al op de derde plaats achter Cadalora en Gresini. Die laatste viel terug omdat hij schakelproblemen kreeg door een afgebroken voetsteun. Auinger stelde zich tevreden met de tweede plaats, maar merkte dat hij bij het inhalen van achterblijvers tijd goedmaakte op Cadalora. Hij passeerde Cadalora ook. Die probeerde hem in de volgende bocht uit te remmen, maar dat mislukte en Cadalora drong niet meer aan. Door zijn tweede plaats was hij vrijwel zeker van de wereldtitel. Gresini was na afloop woedend op zijn team. Door de afgebroken voetsteun was hij de wereldtitel kwijt en die voetsteun was tijdens de opwarmronde ook al afgebroken.

#### Uitslag 125cc-klasse
| Pos | Coureur            | Merk           | Tijd      | Grid | Punten |
| --- | ------------------ | -------------- | --------- | ---- | ------ |
| 1   | August Auinger     | Bartol-LCR-MBA | 40"08'62  | 2    | 15     |
| 2   | Luca Cadalora      | FMI-Garelli    | +16'42    | 3    | 12     |
| 3   | Fausto Gresini     | FMI-Garelli    | +31'81    | 1    | 10     |
| 4   | Bruno Kneubühler   | LCR-MBA        | +46'96    | 5    | 8      |
| 5   | Domenico Brigaglia | Ducados-MBA    | +47'25    | 4    | 6      |
| 6   | Pier Paolo Bianchi | MBA            | +1"16'77  | 8    | 5      |
| 7   | Gastone Grassetti  | MBA            | +1 ronde  | 21   | 4      |
| 8   | Håkan Olsson       | MBA            | +1 ronde  | 17   | 3      |
| 9   | Mike Leitner       | MBA            | +1 ronde  | 11   | 2      |
| 10  | Adi Stadler        | MBA            | +1 ronde  | 22   | 1      |
| 11  | Marco Pirani       | MBA            | +1 ronde  | 19   |        |
| 12  | Jacques Hutteau    | MBA            | +1 ronde  | 26   |        |
| 13  | Jean-Claude Selini | MBA            | +1 ronde  | 24   |        |
| 14  | Iván Troisi        | MBA            | +1 ronde  | 32   |        |
| 15  | Patrick Daudier    | PMDF           | +1 ronde  | 23   |        |
| 16  | Manfred Braun      | MBA            | +1 ronde  | 29   |        |
| 17  | Thierry Maurer     | MBA            | +1 ronde  | 30   |        |
| 18  | Marco Cipriani     | MBA            | +2 ronden | 27   |        |
| 19  | Alberto Dova       | MBA            | +2 ronden | 31   |        |
| 20  | Sepp Bader         | MBA            | +2 ronden | 34   |        |
| 21  | Peter Balaz        | MBA            | +2 ronden | 16   |        |

#### Niet gefinisht
| Coureur             | Merk        | Oorzaak | Grid |
| ------------------- | ----------- | ------- | ---- |
| Lucio Pietroniro    | Johnson-MBA |         | 9    |
| Johnny Wickström    | MBA         |         | 15   |
| Thierry Feuz        | MBA         |         | 10   |
| Norbert Peschke     | MBA         |         | 18   |
| Andres Sánchez      | Ducados-MBA |         | 20   |
| Giuseppe Ascareggi  | MBA         |         | 33   |
| Ángel Nieto         | Ducados-MBA |         | 14   |
| Paolo Casoli        | MBA         |         | 6    |
| Olivier Liégeois    | Assmex-MBA  |         | 25   |
| Michel Escudier     | MBA         |         | 36   |
| Vincenzo Sblendorio | MBA         |         | 13   |
| Bady Hassaine       | MBA         |         | 12   |
| Flemming Kistrup    | MBA         |         | 28   |
| Ezio Gianola        | MBA         |         | 7    |

#### Niet gestart
| Coureur    | Merk | Grid |
| ---------- | ---- | ---- |
| Esa Kytölä | MBA  | 35   |

#### Niet deelgenomen
| Coureur          | Merk | Oorzaak  |
| ---------------- | ---- | -------- |
| Jussi Hautaniemi | MBA  | Blessure |

### Top tien tussenstand 125cc-klasse
| Pos | Coureur            | Merk           | Ptn |
| --- | ------------------ | -------------- | --- |
| 1   | Luca Cadalora      | FMI-Garelli    | 110 |
| 2   | Fausto Gresini     | FMI-Garelli    | 99  |
| 3   | Domenico Brigaglia | Ducados-MBA    | 75  |
| 4   | August Auinger     | Bartol-LCR-MBA | 50  |
| 5   | Ezio Gianola       | MBA            | 49  |
| 6   | Bruno Kneubühler   | LCR-MBA        | 48  |
| 7   | Lucio Pietroniro   | Johnson-MBA    | 37  |
| 8   | Pier Paolo Bianchi | MBA            | 34  |
| 9   | Johnny Wickström   | MBA            | 31  |
| 10  | Willy Pérez        | MBA            | 26  |

## 80cc-klasse

### De training

#### Trainingstijden
| Pos | Coureur            | Merk                  | Tijd    |
| --- | ------------------ | --------------------- | ------- |
| 1.  | Jorge Martínez     | Ducados-Derbi         | 1"29'70 |
| 2.  | Stefan Dörflinger  | Krauser               | 1"29'72 |
| 3.  | Hans Spaan         | Hertog Jan-HuVo-Casal | 1"30'52 |
| 4.  | Ian McConnachie    | Krauser               | 1"31'20 |
| 5.  | Manuel Herreros    | Ducados-Derbi         | 1"31'53 |
| 6.  | Pier Paolo Bianchi | Seel-MBA              | 1"31'65 |
| 7.  | Ángel Nieto        | Ducados-Derbi         | 1"32'25 |
| 8.  | Josef Fischer      | Krauser               | 1"32'50 |
| 9.  | Gerhard Waibel     | Real-Krauser          | 1"32'56 |
| 10. | Rainer Kunz        | Ziegler               | 1"32'97 |

### De race
Jorge Martínez had aan een tweede plaats in de race genoeg om de nieuwe 80cc-wereldkampioen te worden, maar startte erg slecht. Hans Spaan startte als snelste, maar na de eerste ronde reed Pier Paolo Bianchi al aan de leiding, voor Manuel Herreros en Spaan. Stefan Dörflinger volgde dit trio op een afstandje, maar kon geen vuist maken. Intussen werkte Martínez zich naar voren, terwijl Herreros probeerde het tempo van de kopgroep te vertragen om hem de kans te geven aan te sluiten. Dat lukte, hoewel hij Bianchi niet meer kon bedreigen. Dat was ook niet erg, want Martínez werd tweede voor Herreros. Spaan kon het tempo niet volgen door een verkeerde gearing en Dörflinger had last van een te hoge motortemperatuur, waardoor hij 1.000 toeren per minuut verloor.

#### Uitslag 80cc-klasse
| Pos | Coureur             | Merk                  | Tijd      | Grid | Punten |
| --- | ------------------- | --------------------- | --------- | ---- | ------ |
| 1   | Pier Paolo Bianchi  | Seel-MBA              | 33"24'60  | 6    | 15     |
| 2   | Jorge Martínez      | Ducados-Derbi         | +6'86     | 1    | 12     |
| 3   | Manuel Herreros     | Ducados-Derbi         | +8'85     | 5    | 10     |
| 4   | Hans Spaan          | Hertog Jan-HuVo-Casal | +11'95    | 3    | 8      |
| 5   | Ángel Nieto         | Ducados-Derbi         | +29'99    | 7    | 6      |
| 6   | Stefan Dörflinger   | Krauser               | +33'21    | 2    | 5      |
| 7   | Ian McConnachie     | Krauser               | +50'19    | 4    | 4      |
| 8   | Alex Barros         | Autisa                | +50'53    | 13   | 3      |
| 9   | Gerhard Waibel      | Real-Krauser          | +55'42    | 9    | 2      |
| 10  | Herri Torrontegui   | Autisa                | +1"12'24  | 16   | 1      |
| 11  | Hubert Abold        | Krauser               | +1"13'29  | 14   |        |
| 12  | Salvatore Milano    | Krauser               | +1"19'28  | 11   |        |
| 13  | Vittorio Sblendorio | Krauser               | +1"24'83  | 15   |        |
| 14  | Josef Fischer       | Krauser               | +1"25'09  | 8    |        |
| 15  | Wilco Zeelenberg    | Casal                 | +1"28'29  | 18   |        |
| 16  | Chris Baert         | Seel-MBA              | +1 ronde  | 27   |        |
| 17  | Gert Kafka          | Krauser               | +1 ronde  | 19   |        |
| 18  | Günter Schirnhofer  | Krauser               | +1 ronde  | 23   |        |
| 19  | Paolo Priori        | Lusuardi              | +1 ronde  | 28   |        |
| 20  | Raimo Lipponen      | Krauser               | +1 ronde  | 24   |        |
| 21  | Richard Bay         | Maico                 | +1 ronde  | 25   |        |
| 22  | Otto Machinek       | Hummel                | +1 ronde  | 34   |        |
| 23  | Thomas Engl         | Krauser               | +1 ronde  | 33   |        |
| 24  | Claudio Granata     | Lusuardi              | +2 ronden | 30   |        |
| 25  | Jos van Dongen      | Krauser               | +2 ronden | 31   |        |

#### Niet gefinisht
| Coureur            | Merk                  | Oorzaak | Grid |
| ------------------ | --------------------- | ------- | ---- |
| Luis Miguel Reyes  | Autisa                |         | 12   |
| Rainer Kunz        | Ziegler               |         | 10   |
| Massimo Fargeri    | HuVo-Casal            |         | 29   |
| Felix Rodríguez    | Autisa                |         | 21   |
| René Dünki         | Krauser               |         | 22   |
| Nicola Casadei     | RB                    |         | 37   |
| Mario Stocco       | Casal                 |         | 26   |
| Theo Timmer        | Hertog Jan-HuVo-Casal | Val     | 20   |
| Reiner Koster      | Kroko                 |         | 38   |
| Reiner Scheidhauer | Seel-MBA              |         | 17   |
| Stefan Brägger     | HuVo-Casal            |         | 36   |

#### Niet gestart
| Coureur            | Merk  | Grid |
| ------------------ | ----- | ---- |
| Gabriele Gnani     | Gnani | 32   |
| Vincenzo Safliotti | UFO   | 35   |

### Top tien tussenstand 80cc-klasse
| Pos | Coureur                         | Merk                  | Ptn |
| --- | ------------------------------- | --------------------- | --- |
| 1   | Jorge Martínez (wereldkampioen) | Ducados-Derbi         | 94  |
| 2   | Manuel Herreros                 | Ducados-Derbi         | 77  |
| 3   | Stefan Dörflinger               | Krauser               | 70  |
| 4   | Ian McConnachie                 | Krauser               | 50  |
| 5   | Hans Spaan                      | Hertog Jan-HuVo-Casal | 47  |
| 6   | Ángel Nieto                     | Ducados-Derbi         | 39  |
| 7   | Pier Paolo Bianchi              | Seel-MBA              | 44  |
| 8   | Gerhard Waibel                  | Real-Krauser          | 36  |
| 9   | Josef Fischer                   | Krauser               | 13  |
| 10  | Gerd Kafka                      | Krauser               | 9   |

## Trivia

### Afscheid Boet van Dulmen
Helmenfabrikant AGV bood Boet van Dulmen op zaterdagavond een afscheidsparty aan, waarbij veel topcoureurs aanwezig waren. Domenico Brigaglia gaf een breakdance-demonstratie en Marco Lucchinelli deed een poging om te zingen. Het feest werd afgesloten met een staande ovatie voor Van Dulmen. 

### Stoelendans
De GP van San Marino stond - nu de belangrijkste wereldtitels al vergeven waren - grotendeels in het teken van het komende seizoen. Suzuki toonde de nieuwe Suzuki XR 71, maar dat was slechts een niet rijdend prototype. Coureurs en teams onderhandelden al met elkaar over het volgend seizoen. 
Honda
Honda rekende op de terugkeer van Freddie Spencer, maar Wayne Gardner was niet bereid als tweede rijder te fungeren. 
Yamaha
Yamaha had drie fabrieksteams: Giacomo Agostini-Marlboro, Kenny Roberts-Lucky Strike en Gauloises-Sonauto. Lucky Strike was wel tevreden over de prestaties van het team, maar het was maar de vraag of Kenny Roberts Randy Mamola en Mike Baldwin zou behouden. Agostini had enkele problemen. Eddie Lawson vroeg veel meer geld en Tadahiko Tairo wilde van de 250cc-klasse overstappen naar de 500cc-klasse. Yamaha zou voor de regerend wereldkampioen (Lawson) en protegé Taira wel gratis machines willen regelen. Voor andere coureurs zou (omgerekend) ca. 500.000 Euro huur per machine betaald moeten worden. Dan zou Rob McElnea buiten de boot vallen, maar Agostini had bovendien zijn oog laten vallen op Niall Mackenzie. Sonauto was voornemens het team uit te breiden met een 250cc-machine voor Dominique Sarron, zodat beide Sarron-broers voor hetzelfde team in verschillende klassen zouden rijden. Dominique verkoos echter de voortzetting van zijn contract bij Rothmans-Honda.
Suzuki
Suzuki had twee semi-fabrieksteams, het Britse Heron en het Italiaanse Gallina. Die moesten al enkele jaren zelf hun machines verbeteren, want Suzuki zelf deed daar niet veel aan. Nu presenteerde men de nieuwe V-4, maar die reed nog niet. Heron had - onder druk van sponsor Skoal Bandit - ook interesse in een contract met Niall Mackenzie, maar Gallina had al van zijn sponsor HB te horen gekregen dat hij in 1987 maar andere motorfietsen moest huren als de nieuwe Suzuki niet competitief zou blijken. 
1981 · 1982 · 1983 · 1984 · 1985 · 1986 · 1987 · 1991 · 1993 · 2007 · 2008 · 2009 · 2010 · 2011 · 2012 · 2013 · 2014 · 2015 · 2016 · 2017 · 2018 · 2019 · 2020 · 2021 · 2022 · 2023 · 2024 · 2025